# Mont-Saint-Martin (Ardenas)
Mont-Saint-Martin é uma comuna francesa na região administrativa de Grande Leste, no departamento das Ardenas. Estende-se por uma área de 13,95 km². Em 2010 a comuna tinha 85 habitantes (densidade: 6,1 hab./km²).